# Хорошово (Смоленская область)

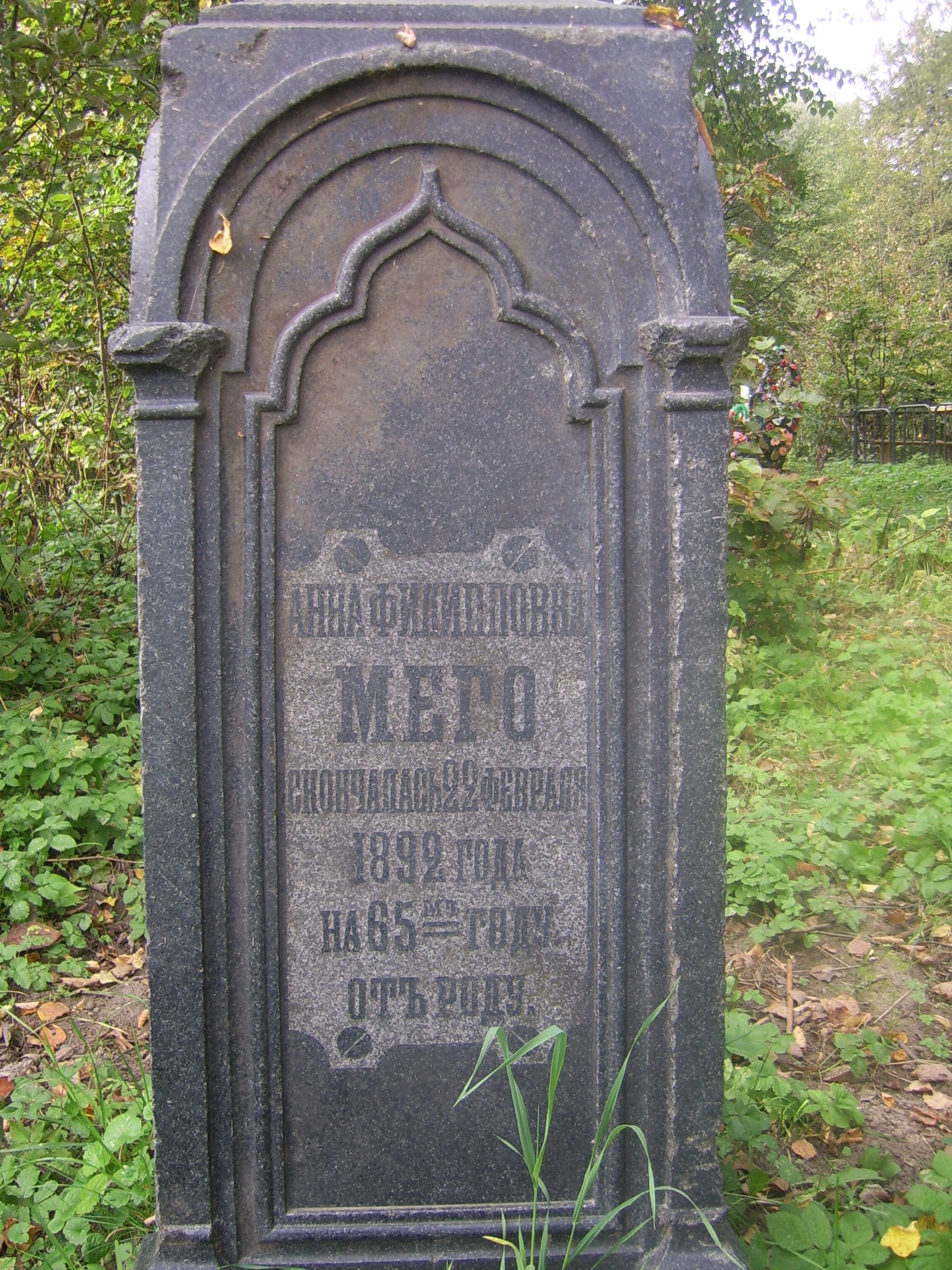
Памятник Мего

Хорошово— деревня в Смоленской области России, в Рославльском районе. Расположена в юго-восточной части области в 12 к северо-западу от Рославля, в 7 км к западу от автодороги А141 Орёл — Витебск и станции Остёр на железнодорожной линии Смоленск – Рославль. Население — 289 жителей (2007 год). Административный центр Астапковичское сельское поселение.Областной закон

## История
Село Хорошово существует около 260 лет (если учесть по архивным документам, то село образовано приблизительно в 1750 г.).
Когда-то в д. Хорошово было две церкви: одна в честь иконы Божьей Матери «Живоносный источник», а другая в честь святой Анны Пророчицы.
В 1771 г. поручик Александр Степанович Римский-Корсаков построил в селе деревянную однопрестольную церковь во имя святой великомученицы Варвары. В 1845 г. она сгорела во время пожара, возникшего от неосторожного обращения с огнём. На её месте в том же году помещик Александр Николаевич Аничков выстроил холодный деревянный храм в честь иконы Божьей Матери «Живоносный Источник». Храм был деревянный, покрыт железом, с двумя главами. Престолов два в ряде: главный в честь Живоносного Источника Пресвятой Богородицы и другой – в честь Святого Александра Папы Римского. В иконостасе, между двумя алтарями, находилась храмовая икона Живоносный Источник Пр. Богородицы в посеребренной ризе. За правым клиросом находилась икона Святителя Феодосия Черниговского Чудотворца в дорогом киоте. Святыней Хорошовской церкви являлся резной Гроб Господень для плащаницы, весь вызолоченный.
В 1891 г. в селе появилась небольшая деревянная теплая церковь во имя святой Анны Пророчицы. Церковь стояла на каменном фундаменте. Эта церковь построена помещицей Анной Филипповной Мего, умершей через год после постройки церкви и похороненной в церковной ограде. Над её могилой установили черный мраморный памятник с надписью: «Здесь покоится строительница теплого храма А. Ф. Мего». Долгое время памятник считался потерянным.
В 2006 году, разбирая старый бревенчатый деревенский дом в селе Гарнево Хорошовского поселения, местные жители обнаружили под фундаментом старинный массивный памятник из мрамора черного цвета, принадлежащий помещице Анне Филипповне Мего, о чем свидетельствовала надпись на надгробном камне. Сам памятник - строгий и внушительный, работа по камню поражает своей ювелирностью, чем-то напоминая старые благородные надгробия Вознесенского кладбища Рославля. Верхняя часть его была увенчана крестом, но от него остались лишь следы. По рассказам старожилов, после революции надгробные камни использовали как подручный материал во время строительства, и памятник перевезли на новое место от могилы на лошадях. Крестьянская семья Прокопцовых из Гарнево, построившая свой дом на фундаменте из этого памятника, закончила свою жизнь трагически. Коса дочки хозяев попала в работающую циркулярную пилу. У неё сняло скальп. Её спасли, но она много болела и прожила недолго. А у самого хозяина остановилось сердце, когда он работал в огороде. В настоящее время памятник перевезли на хорошовское кладбище и оставили у фундамента холодного храма, предполагая, что её могила находится именно там, а хотя Анна Филипповна Мего была похоронена около фундамента теплого.
Вначале 90-х годов теплый Хорошовский храм за бесценок скупила цыганская семья и в разобранном виде перевезла его в Смоленск под строительство частного жилого дома.  Дом был построен, но вскоре семья распалась, жена и дочь хозяина умерли, а сам глава семьи уехал, решив, что его жилище проклято. Сейчас этот дом находится в запустении.Ныне место, где находились церкви, заросло кустарником и попирается ногами прохожих. Остались лишь куски фундамента.
Также недалеко от храмов, на берегу реки, находился древний ключ. Над ним в старину была возведена часовня в честь Божьей Матери. После употребления воды из родника было засвидетельствовано несколько случаев исцеления от глазных болезней. Крестьяне приходили к роднику, молились здесь Богу, умывались водой и купали детей в целебной воде. Как дар Богу за исцеление в часовне оставляли расшитые полотенца.

## Экономика
мбоу "Хорошовская средняя школа"(открыта в 1991 году), почта, сельская библиотека (открыта в 1944 году), сельский ДК, СПК "Хорошово"

## Достопримечательности
Достопримечательностями деревни Хорошово являются памятник погибшим жителям Хорошовского поселения в годы Великой Отечественной войны 1941-1945 г. и памятник неизвестному солдату.